# فهرست شرط بندی ها
این مقاله فهرستی از شرط‌بندی‌ها، چه تأییدشده و چه تأییدنشده، است که شهرت یافته‌اند.

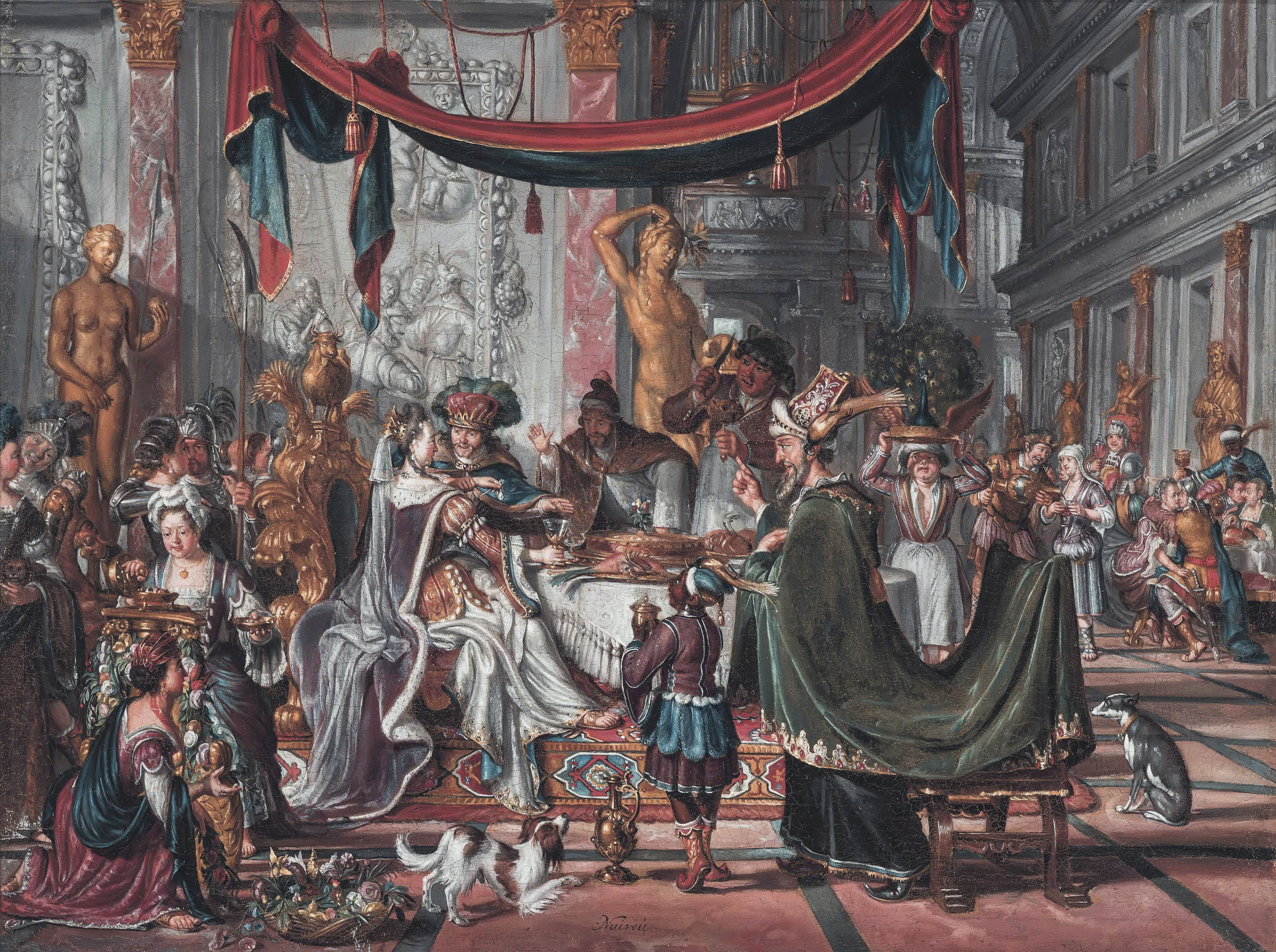
نقاشی اثر ماتیس نایو که قاضی لوسیوس پلانکوس را در حال اعلام پیروزی کلئوپاترا نشان می‌دهد.

- دوران باستان: گفته می‌شود کلئوپاترا با معشوق خود، مارکوس آنتونیوس، شرط بست که می‌تواند مبلغ هنگفتی معادل ۱۰ میلیون سسترشوس را در یک وعده غذا خرج کند. ظاهراً او یک مروارید بسیار گران‌بها را در سرکه حل کرد و آن را نوشید.[۱]

- حدود ۱۷۴۶ میلادی: گفته می‌شود که ارل فیتزویلیام، هرم بلندی به ارتفاع ۴۵ فوت (۱۴ متر) با طاقی به نام چشم سوزن[الف] ساخت، زیرا شرط بسته بود که می‌تواند یک کالسکه را از سوراخ سوزن عبور دهد.[۲][۳]

- حدود ۱۷۸۸ میلادی: توماس والی (انگلیسی)، قمارباز و سیاستمدار ایرلندی، پس از اینکه ظرف دو سال به اورشلیم رفت و بازگشت، شرط‌هایی به مجموع ۱۵٬۰۰۰ پوند (حدود ۱٫۸ میلیون پوند در سال ۲۰۰۱) را برد. آن منطقه، که بخشی از امپراتوری عثمانی بود، بسیار خطرناک تلقی می‌شد.

- قرن هجدهم میلادی: ریچارد بری، هفتمین ارل بری‌مور (انگلیسی) که مردی ورزیده بود، ظاهراً با قصاب چاقی به نام آقای بولاک شرط بست که در یک مسابقه دوی ۱۰۰- یارد (۹۱ - متر)، اگر بولاک   ۳۵ - یارد (۳۲ - متر) جلوتر و مسیر مسابقه را هم خودش انتخاب کند، پیروز خواهد شد. بولاک مسیر باریکی را انتخاب کرد. بری به‌سرعت به او رسید، اما جایی برای سبقت گرفتن وجود نداشت.

- حدود ۱۸۷۲ میلادی: لیلند استنفورد، پرورش‌دهنده اسب و بنیان‌گذار دانشگاه استنفورد، ظاهراً شرط بست که یک اسب در حال دویدن در لحظه‌ای هر چهار پا را از زمین بلند می‌کند. او برای اثبات این موضوع ادوارد مایبریج، عکاس، را استخدام کرد.[۴][۵] هرچند معلوم نیست واقعاً شرطی در کار بوده یا او صرفاً برای تحلیل حرکت اسب این کار را کرده، اما مای‌بریج در ژوئن ۱۸۷۸ عکس‌هایی تهیه کرد که مبنای فیلم صامت اسب در حرکت قرار گرفت و نشان داد که واقعاً اسب در لحظاتی هر چهار پا را از زمین جدا می‌کند.

- نوامبر ۱۸۷۲: اندکی پس از پایان جنگ داخلی آمریکا، که بسیاری از انگلیسی‌ها با جنوب همدردی می‌کردند، گیلبرت بیتس (انگلیسی) شرطی به مبلغ ۱۰۰۰ دلار در برابر ۱۰۰ دلار بست که می‌تواند پرچم آمریکا را در سراسر انگلیس حمل کند بی‌آنکه توهینی بشنود. او برنده شد.

- بین سال‌های ۱۹۵۷ تا ۱۹۶۰ میلادی: بنت سرف (انگلیسی) با دکتر سوس (که ناشر کتاب‌هایش بود) شرط بست که نمی‌تواند کتابی با تنها ۵۰ واژه بنویسد. سوس کتاب تخم‌مرغ‌های سبز و ژامبون را نوشت که فقط از همان ۵۰ واژه، با تکرار، استفاده می‌کرد.[۶][۷]

- حدود ۱۹۷۷ میلادی: جورج لوکاس در جریان ساخت برخورد نزدیک از نوع سوم از استیون اسپیلبرگ بازدید کرد. از روند فیلم خود ناراضی بود و تحت‌تأثیر کار اسپیلبرگ قرار گرفت. او پیشنهاد داد که ۲٫۵٪ از سود فیلم‌هایشان را با هم مبادله کنند.[۸][۹] برخورد نزدیک فروش خوبی داشت، اما از جنگ ستارگان کمتر. اسپیلبرگ تا سال‌ها بعد از این شرط همچنان سود دریافت می‌کرد (برآورد شده تا ۱۲٫۵ میلیون دلار تا سال ۱۹۷۸).

- ۱۹۸۰ و ۱۹۸۴: در ۲۴ سپتامبر ۱۹۸۰، ویلیام لی برگستروم (انگلیسی) با دو چمدان وارد کازینو هورشو (انگلیسی) در لاس‌وگاس شد؛ یکی پر از ۷۷۷٬۰۰۰ دلار و دیگری خالی. هورشو قانونی خاص داشت که سقف شرط هر قمارباز را برابر با اولین شرط او تعیین می‌کرد. برگستروم همه پول را روی خط «نگذشتن» در بازی کرپس[ب] شرط بست و پس از چند بار تاس ریختن، برد. در ۲۴ مارس ۱۹۸۴ دوباره با ۵۳۸٬۰۰۰ دلار برگشت و باز هم برنده شد. اما در ۱۶ نوامبر همان سال، با شرط یک میلیون دلاری، باخت.[۱۰][۱۱]

- ۱۱ آوریل ۲۰۰۴: اشلی روِل (انگلیسی) همه دارایی‌هایش را فروخت و مبلغ ۷۶٬۸۴۰ پوند را در یک نوبت روی رنگ قرمز چرخ رولت در لاس‌وگاس شرط بست. توپ روی عددی قرمز ایستاد و او پولش را دو برابر کرد.[۱۲]

- شرط‌بندی علمی، فهرستی از نمونه‌ها

## همچنین ببینید
- برای فروش: کفش‌های کودک، پوشیده‌نشده